# NSB 72 sorozat

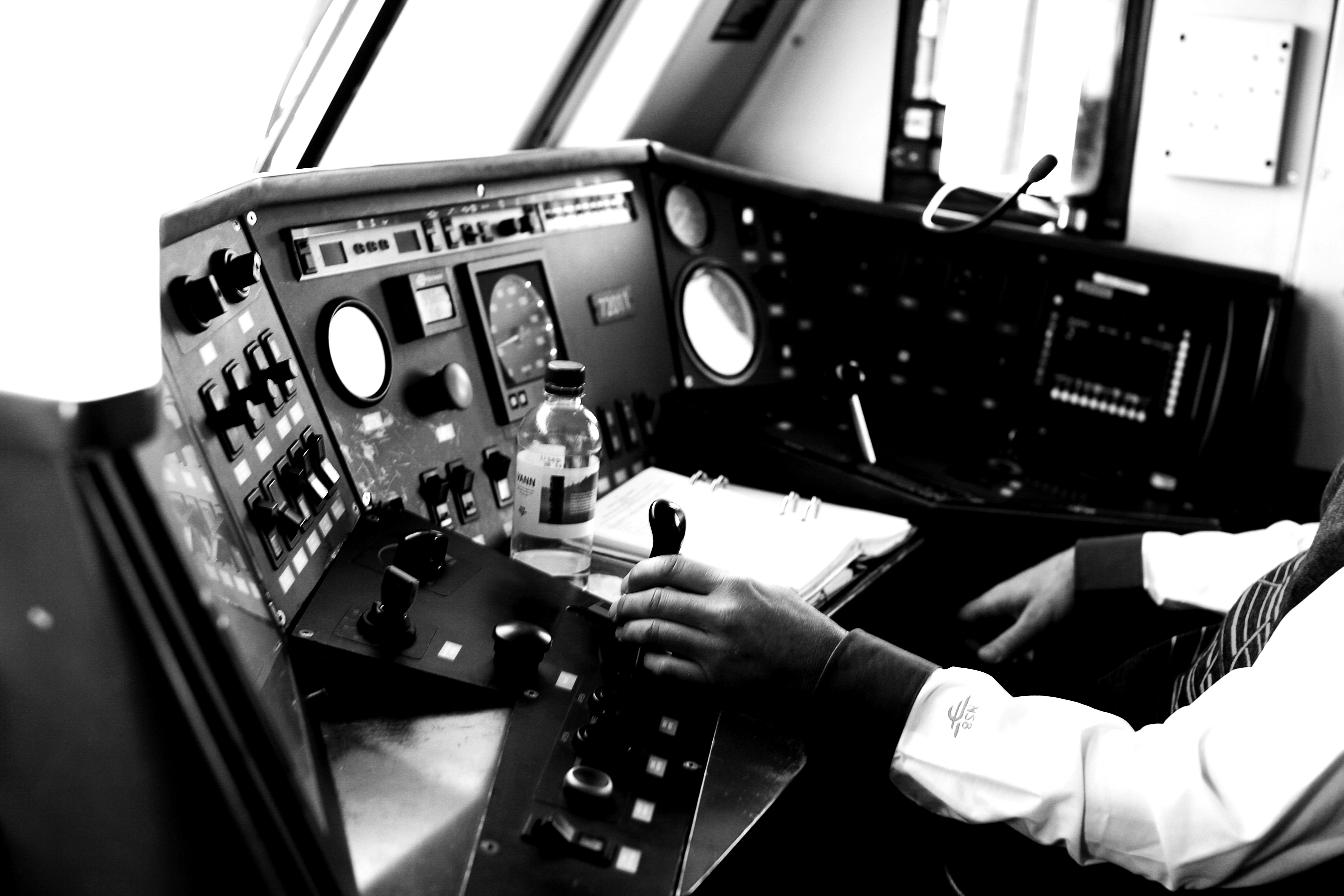
Vezetőállás

Az NSB BM72 egy norvég Bo' 2' 2' 2' Bo' tengelyelrendezésű, négyrészes villamosmotorvonat-sorozat. Az AnsaldoBreda gyártotta. Összesen 36 db készült belőle. A vonatokat 1997-ben rendelték, az eredeti szállítási határidő 2001 és 2002 volt. Az NSB-nek lett volna lehetősége vásárolni további 40 vonatot, de végül ez meghíúsult. Az első egységek nem álltak forgalomba 2002-ig, és 2004-ben még a vonatok fele nem volt használatban. Több hiba is nehezítette az üzembe állást: rozsdásodás, túl nagy vonatsúly és biztosító berendezés problémák.